# SC Preußen Münster
SC Preußen Münster hay còn gọi là Sportclub Preußen 1906 e.V. Münster là một câu lạc bộ có trụ sở tại Münster, North Rhine-Westphalia . Đội bóng hiện đang chơi ở Regionalliga West.

## Đội hình hiện tại
Tính đến 3 tháng 2 năm 2022
Ghi chú: Quốc kỳ chỉ đội tuyển quốc gia được xác định rõ trong điều lệ tư cách FIFA. Các cầu thủ có thể giữ hơn một quốc tịch ngoài FIFA.
| Số | VT | Quốc gia | Cầu thủ             |
| -- | -- | -------- | ------------------- |
| 4  | HV | Đức      | Jannik Borgmann     |
| 5  | HV | Đức      | Julian Schauerte    |
| 7  | TV | Đức      | Dennis Daube        |
| 8  | TV | Đức      | Jules Schwadorf     |
| 9  | TĐ | Đức      | Jan Dahlke          |
| 10 | TV | Ghana    | Manfred Osei Kwadwo |
| 11 | TV | Đức      | Thorben Deters      |
| 13 | HV | Đức      | Marvin Thiel        |
| 14 | TV | Đức      | Joshua Holtby       |
| 15 | HV | Đức      | Simon Scherder      |
| 17 | TV | Đức      | Luke Hemmerich      |
| 18 | TV | Đức      | Dominik Klann       |
| 19 | TV | Đức      | Steffen Westphal    |

| Số | VT | Quốc gia | Cầu thủ                    |
| -- | -- | -------- | -------------------------- |
| 20 | TV | Đức      | Manuel Farrona Pulido      |
| 21 | TV | Đức      | Nicolai Remberg            |
| 22 | TV | România  | Darius Ghindovean          |
| 23 | HV | Đức      | Alexander Langlitz         |
| 24 | TM | Serbia   | Marko Dedovic              |
| 25 | TĐ | Đức      | Gerrit Wegkamp             |
| 26 | TĐ | Đức      | Deniz Bindemann            |
| 29 | HV | Đức      | Lukas Frenkert             |
| 30 | HV | Đức      | Marcel Hoffmeier           |
| 32 | TV | Đức      | Henok Teklab               |
| 35 | TM | Đức      | Maximilian Schulze Niehues |
| 40 | HV | Đức      | Robin Ziegele              |

### Cựu cầu thủ
- Ghana Henry Acquah
- Dieter Agatha
- Marco Antwerpen
- Günter Augustat
- Marvin Bakalorz
- Maurice Banach
- Horst Bertram
- Pháp  Bồ Đào Nha Amaury Bischoff
- Horst Blankenburg
- Rolf Blau
- Dirk Bremser
- Ansgar Brinkmann
- Dirk Caspers
- Horst Christopeit
- Gerd Cyliax
- Tunisia Nejmeddin Daghfous
- Eckhard Deterding
- Peter Fraßmann
- Ulrich Gäher
- Hans-Jürgen Gede
- „Fiffi" Gerritzen
- Hà Lan Eric Groeleken
- Dennis Grote
- Volker Graul
- Daniel Gunkel
- Thổ Nhĩ Kỳ  Sercan Güvenışık
- Markus Happe
- Fabrizio Hayer
- Helmut Heeren
- Sigfried Held
- Philip Heise
- Alwin Jenatschek
- Bernd Jeworrek
- Elmar Jürgens
- Edmund Kaczor
- Günter Karbowiak
- Gerd Kasperski
- Alfred Kelbassa
- Bernd Kipp
- Patrick Kirsch
- Erwin Kostedde
- Stefan Kühne
- Stephan Küsters
- Josef Lammers
- Matthias Langkamp
- Sebastian Langkamp
- Walter Lesch
- Uwe Leifeld
- Rainer Leifken
- Ba Lan Marek Leśniak
- Rolf Lezgus
- Dietmar Linders
- Jan Löhmannsröben
- Julian Loose
- Daniel Masuch
- Hoa Kỳ Pellegrino Matarazzo
- Christoph Metzelder
- Malte Metzelder
- Bernd Michel
- Otto Mierzowski
- Hans-Werner Moors
- Azerbaijan  Dimitrij Nazarov
- Sénégal Babacar N'Diaye
- Ý Massimo Ornatelli
- Christian Pander
- Manfred Podlich
- Peer Posipal
- Alfred Preißler
- Herbert Prott
- Siegfried Rachuba
- Dirk Römer
- Adolf Scheidt
- Wolfgang Schnarr
- Rudi Schulz
- Peter Schyrba
- Josef Seemann
- Jürgen Serr
- Marius Sowislo
- Dieter Stosberg
- Thorsten Stuckmann
- Jochen Terhaar
- Alexander Thamm
- Bản mẫu:YUG-1946 Branko Topalović
- Uwe Tschiskale
- Dieter Wallny
- Helmut Wartusch
- Jesse Weißenfels
- Gerhard Welz
- Dirk Winter
- Jens Wissing
- Günter Wohlgemuth
- Klaus Wolf
- Ralf Zumdick[2]

## Liên Kết ngoài
- Website chính thức
- The Abseits Guide to German Soccer Lưu trữ ngày 28 tháng 7 năm 2012 tại Wayback Machine
- Blog and Database about Preußen Münster Lưu trữ ngày 27 tháng 1 năm 2021 tại Wayback Machine
- Supporters Forum Lưu trữ ngày 5 tháng 3 năm 2015 tại Wayback Machine